# William Sweet
William Sweet (n. 22 aprilie 1955, Edmonton, Alberta, Canada) este un  filosof și fost președinte al Asociația Filozofică Canadiană și ale Societatea Teologică Canadiană.

## Biografie
Sweet născut în Edmonton, Alberta, Canada, și a studiat Politologia, teologia și filosofia în Canada, Africa de Sud, Franța și Germania. A absolvit un DEA în politologia la Sorbonne la Université de Paris, un doctorat în filozofie la Universitatea din Ottawa, un doctorat în teologie sistematică la Universitatea din Africa de Sud din Pretoria și un doctorat. la Universitatea Saint-Paul. A fost ales membru al Royal Historical Society în 2014 și membru al Societatea Regală a Canadei în 2017. În noiembrie 2021, a fost ales membru permanent al academiei preeminente de filosofie din lume, Institut international de philosophie 

## Pregătirea profesională
A colaborat cu Wilhelm Dancă și face parte din Comitetul editorial al Verbum, Revista de Teologie Catolică a Universității din București.
O mare parte din munca lui Sweet se află în istoria filozofiei moderne, deși el folosește aceasta ca o resursă și un vehicul pentru a aborda problemele contemporane din filosofia politică, etica aplicată și filosofia religiei. Eseurile sale timpurii, precum și prima sa carte s-au concentrat pe filosofia politică a filozofilor idealiști britanici de la sfârșitul secolului al XIX-lea și începutul secolului al XX-lea, dar a publicat o serie de lucrări și traduceri despre tradiția personalistă în filosofia franceză, în special aceea lui Jacques Maritain. Cercetările recente se concentrează pe dezbaterile filozofice din secolul al XX-lea în Africa de Sud și India și asupra fenomenului de migrare a textelor și tradițiilor filosofice între culturi.
Contribuțiile lui Sweet la filosofia religiei și teologia filozofică sunt dezvoltate în două cărți cu un singur autor, una în co-autor și mai multe cărți editate. Sweet susține că o mare parte a dezbaterii din tradițiile anglo-americane cu privire la relația dintre credință și rațiune se bazează pe presupuneri referitoare la semnificația și adevărul credințelor religioase - presupuneri pe care le urmărește la începutul secolului al XVII-lea. Sweet susține că aceste relatări denaturează sau înțeleg greșit ce este credința religioasă și că o relatare mai exactă a credinței religioase (care necesită recunoașterea atât a caracterului descriptiv, cât și expresiv al credințelor religioase) și o teorie larg coerentă a adevărului poate fi folosită pentru a aborda un număr de probleme contemporane în filosofia religiei, cum ar fi relația dintre religie și știință.
El a contribuit major la programele internaționale ale Consiliului pentru Cercetare în Valori și Filosofie și ale Uniunii Mondiale a Asociațiilor Filosofice Catolice și Istituto Internazionale Jacques Maritain (al cărui președinte este Președinte d'onore).
Este redactorul revistei Philosophy, Culture, and Traditions, e Etudes maritainiennes/Maritain Studies (1994–2006, 2019 -)
1. 2003 – Italia, Roma - Congresso internazionale tomista L’umanesimo cristiano nel III millennio. San Tommaso d’Aquino;
2. 2008 – Coreea de Sud, Seoul - The XXII World Congress of Philosophy Rethinking Philosophy Today;
3. 2013 – Grecia, Atena - The XXIII World Congress of Philosophy Philosophy as Inquiry and Way of Life;
4. 2018 – China, Beijing - The XXIV World Congress of Philosophy Learning to be human;
5. 2018 – Spania, Salamanca - The VII World Conference on Metaphysics;

## Scrieri
- - Care of Self and Meaning of Life, (cu Cristal Huang) (Washington, DC, 2015).
  - What is Intercultural Philosophy?, (Washington, DC: CRVP, 2015).
  - Cultural Clash and Religion, (Washington, DC: CRVP, 2014)
  - Ideas Under Fire, (cu Jonathan Lavery și Louis Groarke) (Fairleigh Dickenson University Press, 2013)
  - Philosophy Emerging from Culture, (cu Wonbin Park, George F. McLean, și Olivia Blanchette) (CRVP, 2013)
  - Migrating Texts and Traditions, (University of Ottawa Press, 2012).
  - Responses to the Enlightenment. An Exchange on Foundations, Faith, and Community. (cu Hendrik Hart) (Rodopi, 2012)
  - Intercultural Dialogue and Human Rights, cu Luigi Bonanate șiRoberto Papini (CRVP Press, 2011).
  - Rethinking the Role of Philosophy in the Global Age (coordonator și editor cu Pham Van Duc) (2009)
  - The Dialogue of Cultural Traditions (coordonator și editor) (2008)
  - Religion and the Challenges of Science (coordonator și editor) (Ashgate, 2007)
  - Approaches to Metaphysics (Kluwer/Springer, 2004)
  - The Philosophy of History: a re-examination (Ashgate, 2004)
  - "To the Mountain": essays in honour of Professor George F. McLean, [coordonator și editor cu Hu Yeping]
  - Husserl and Stein (2003) [coordonator și editor cu Richard Feist]
  - Religion, Science, and Non-Science (2003)
  - Religious Belief: The Contemporary Debate (2003)
  - Philosophical Theory and the Universal Declaration of Human Rights (2003)
  - Philosophy, Culture and Pluralism (2002)
  - Idealism, Metaphysics, and Community (2001)
  - The Bases of Ethics (2000)